# Curti Granda
La Curti Granda è una corte rurale edificata a Rescaldina nel XIII secolo.

## Storia

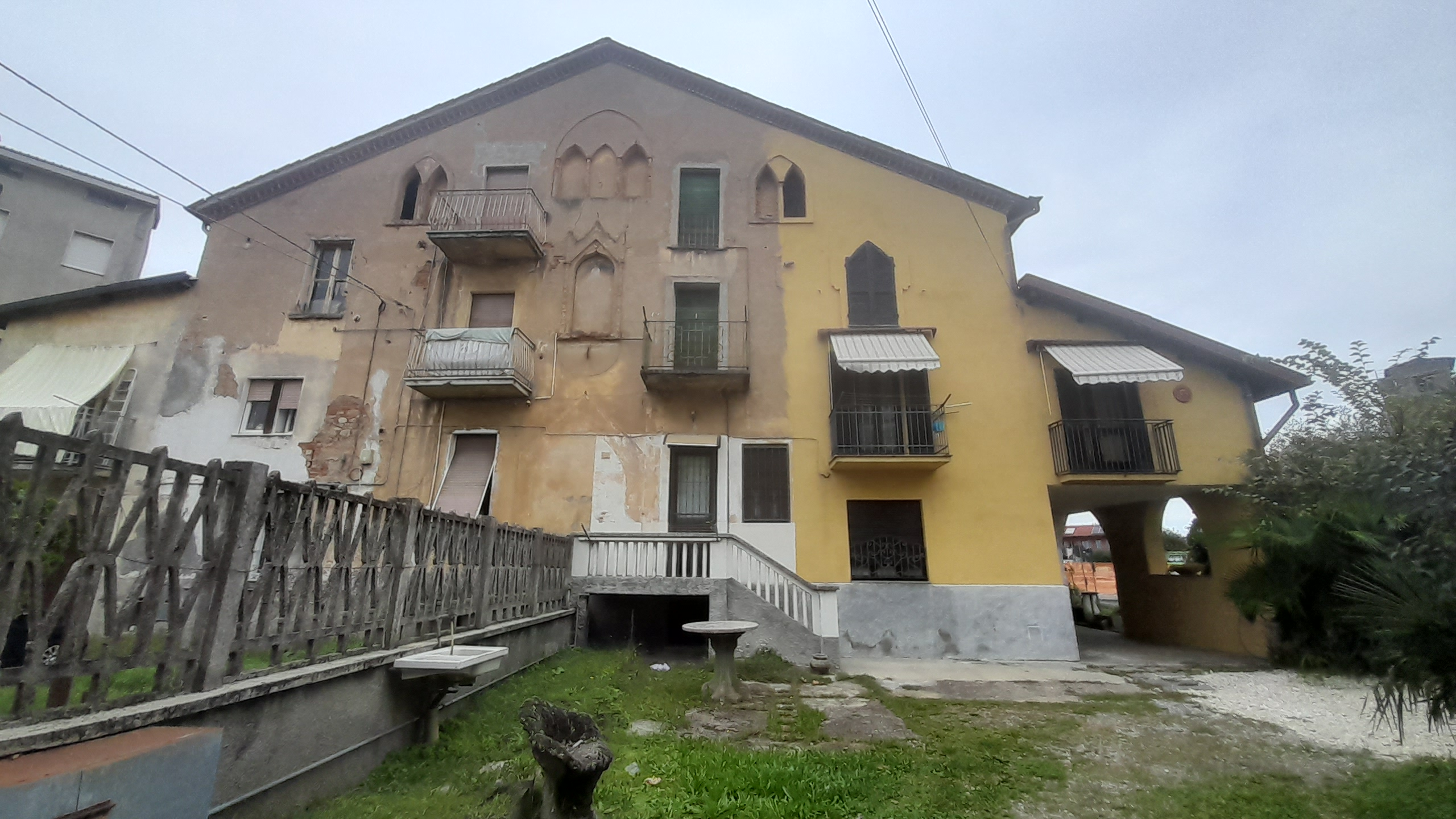

Edificata nel XVIII secolo, la famiglia Melzi possedeva diversi terreni a Rescaldina, tra cui la Curti Granda, la loro residenza principale della zona.
Il nome Curti Granda deriva dal dialetto lombardo e significa “Corte Grande”. Questo nome riflette la struttura della proprietà, una grande corte agricola, tipica delle residenze nobiliari e delle grandi famiglie terriere della zona.
Oggi, la Curti Granda è stata ristrutturata e attualmente alcune camere sono adibite come B&B. La struttura offre diverse sistemazioni per i visitatori, mantenendo comunque il suo fascino rustico e storico del tempo.

## Descrizione

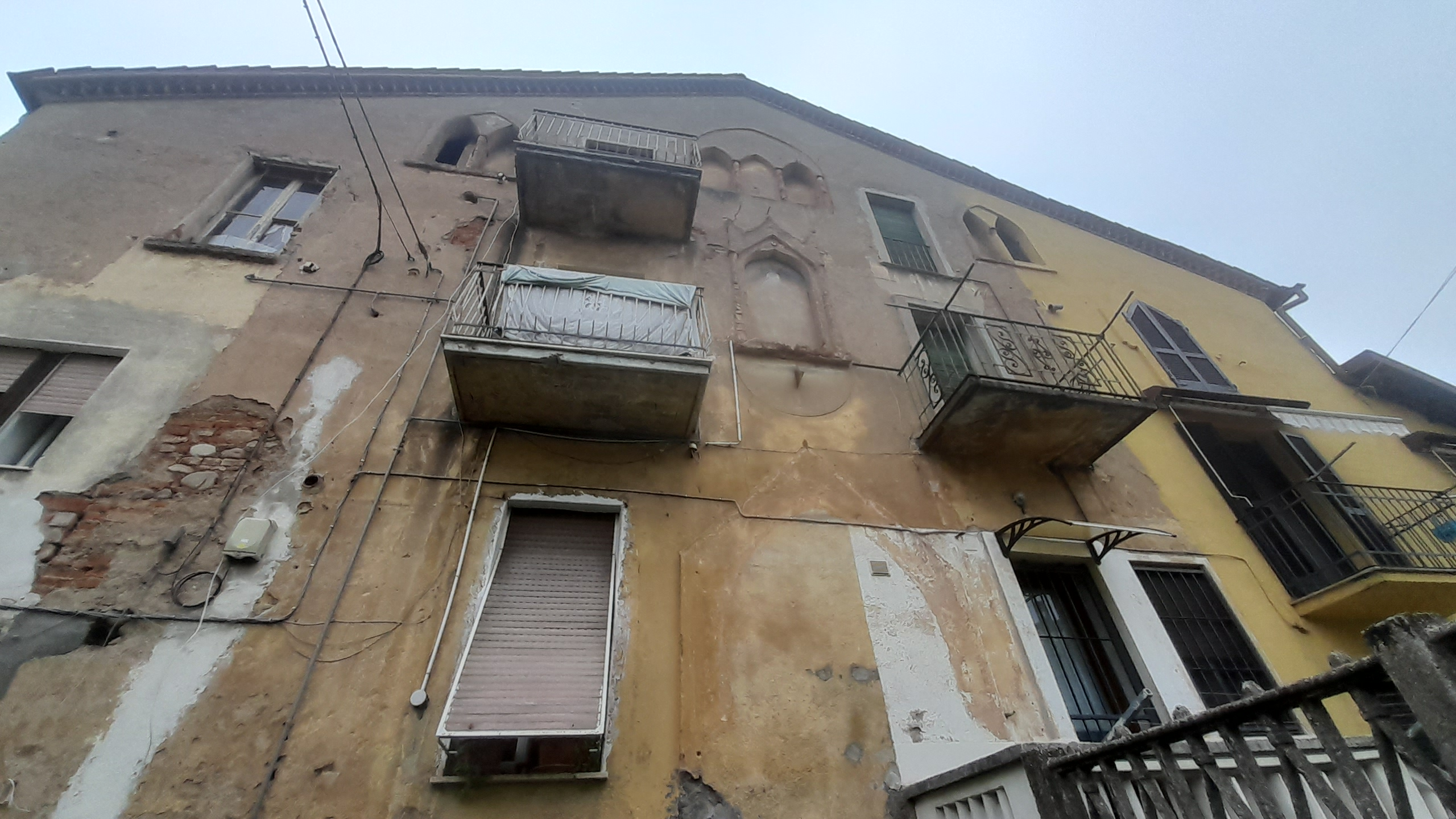

Originariamente corte agricola tipica delle residenze nobiliari lombarde, è caratterizzata da un’architettura tradizionale, con ampi spazi interni ed esterni.
La facciata è simmetrica con finestre rettangolari disposte in modo uniforme su entrambi i piani.  Le finestre del piano superiore hanno archi a sesto acuto, tipici dello stile gotico, mentre quelle del piano terra sono semplici rettangoli. Al primo piano è presente un balcone centrale con una ringhiera in ferro battuto. La linea del tetto presenta grondaie decorative con travi a vista, che conservano l'aspetto rustico originale. La palette di colori è neutra con toni terrosi, che si integrano bene con l’ambiente circostante.

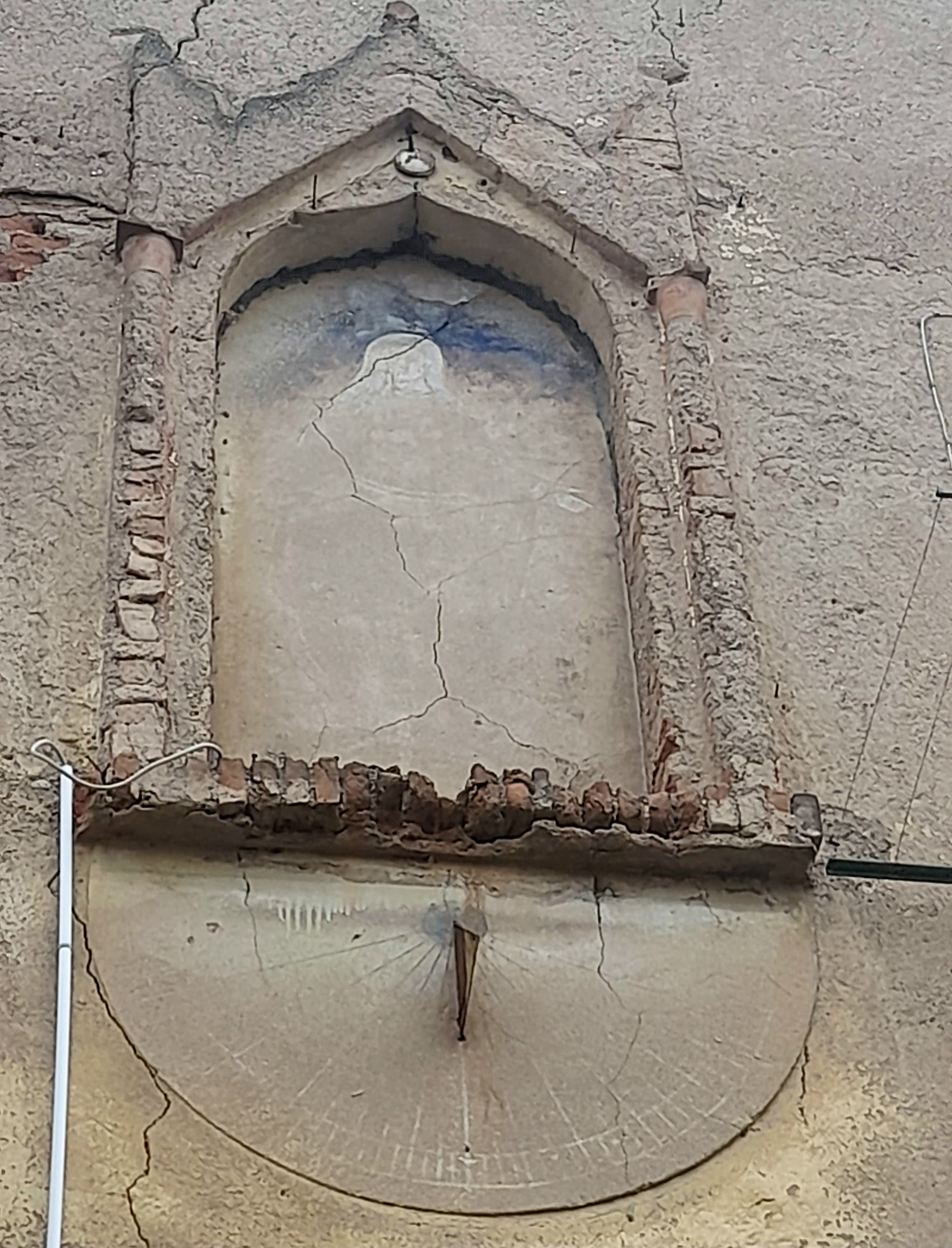
Madonna della Curti Granda

Sulla facciata principale della corte è presente un dipinto  incastonato all’interno di una nicchia. Non ci sono fonti certe che attestano la data di realizzazione dell'opera, divenuta comunemente nota come la Madonna della Curti Granda. Restaurata per volontà della Famiglia Legnani nei primi anni ’80, tuttavia adesso il dipinto è poco visibile, a causa e degli agenti atmosferici che ne hanno causato la quasi totale cancellazione. Il dipinto è stato per molto tempo un polo di attrazione religiosa: è stata per svariati anni la meta del rosario, che veniva recitato nel periodo primaverile.